# Spitalmühle (Luzern)

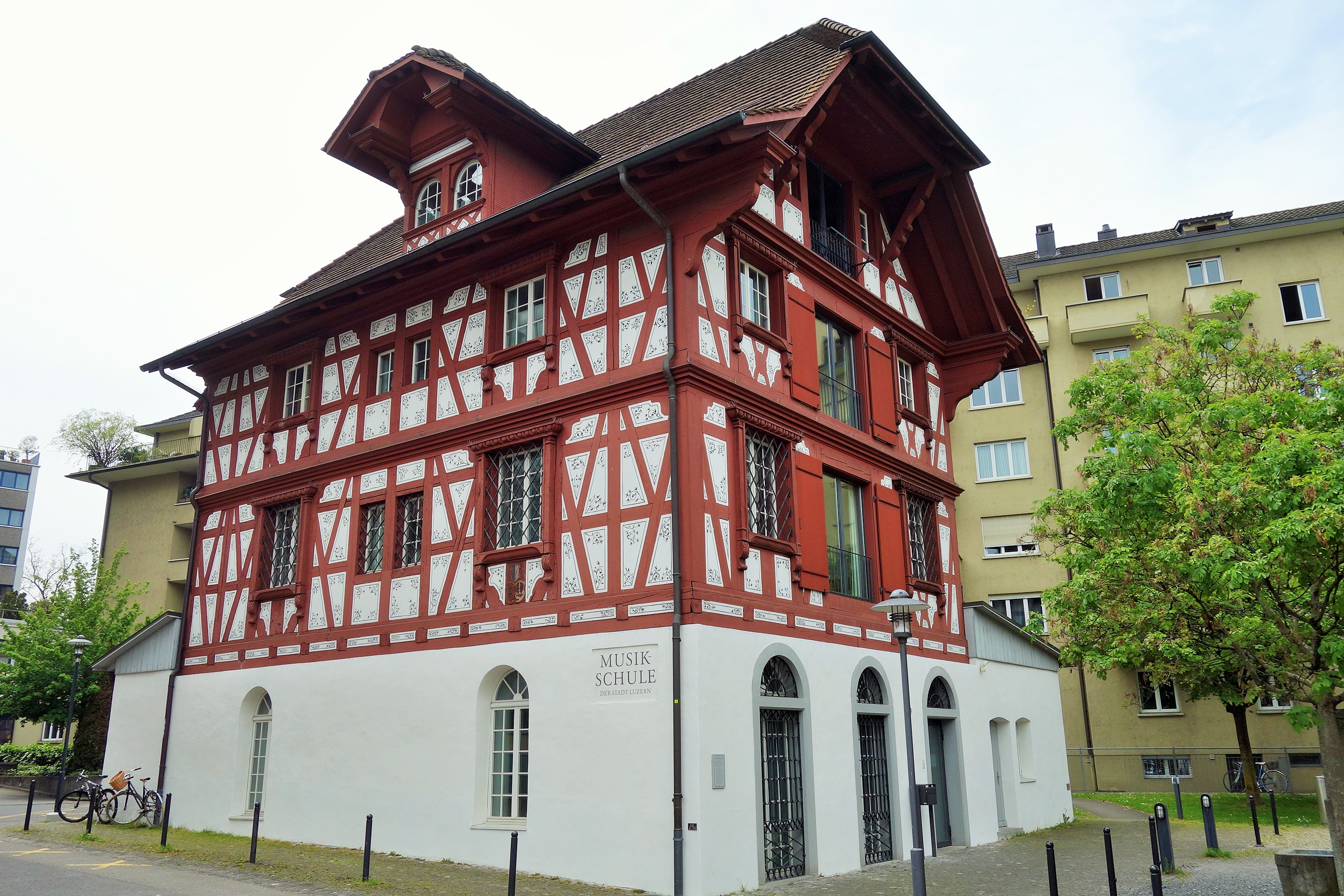
Ehemalige Spitalmühle (Hauptgebäude)

Die ehemalige Spitalmühle und deren Nebengebäude stehen im Quartier Obergrund der Schweizer Stadt Luzern. Sie befinden sich am Pilatusplatz in der Nähe des Schulhauskomplexes Dula-Säli-Pestalozzi. Auf der anderen Strassenseite liegt der ehemalige Herrschaftssitz Grundhof.

## Gebäude und Geschichte
1674 wurde die sogenannte Spitalmühle als Fachwerkbau errichtet. Sie ersetzte eine ältere Mühle an diesem Ort. Nach einem Feuer durch Brandstiftung 1988 wurde sie von 1995 bis 1996 wiederhergestellt. Das Nebengebäude im selben Stil stammt aus den Jahren von 1675 bis 1699. Auf der Liste der Kulturgüter in Luzern sind die Gebäude als regional bedeutend aufgeführt. Sie sind neben dem Anderallmend-Haus zwei der wenigen Fachwerkbauten in der Stadt Luzern.

## Nutzung
Die beiden Gebäude stehen am Mühlebachweg. Der Name kommt davon, dass die Mühle Mehl für das Spital im Obergrund herstellte. Der Mühlebach war früher ein offener Nebenkanal des Krienbaches, der von Kriens in die Reuss fliesst. Die beiden Bäche fliessen heute noch, jedoch unterirdisch.
Die Häuser gehören seit den 1960er-Jahren wieder der Stadt Luzern. Sie waren bereits Anfang bis Mitte des 20. Jahrhunderts in deren Besitz, wurden danach jedoch verkauft. Seit dem Wiederaufbau des Hauptgebäudes nutzen die Musikschule Luzern und die Luzerner Kantorei die beiden Häuser.